# Праздник света

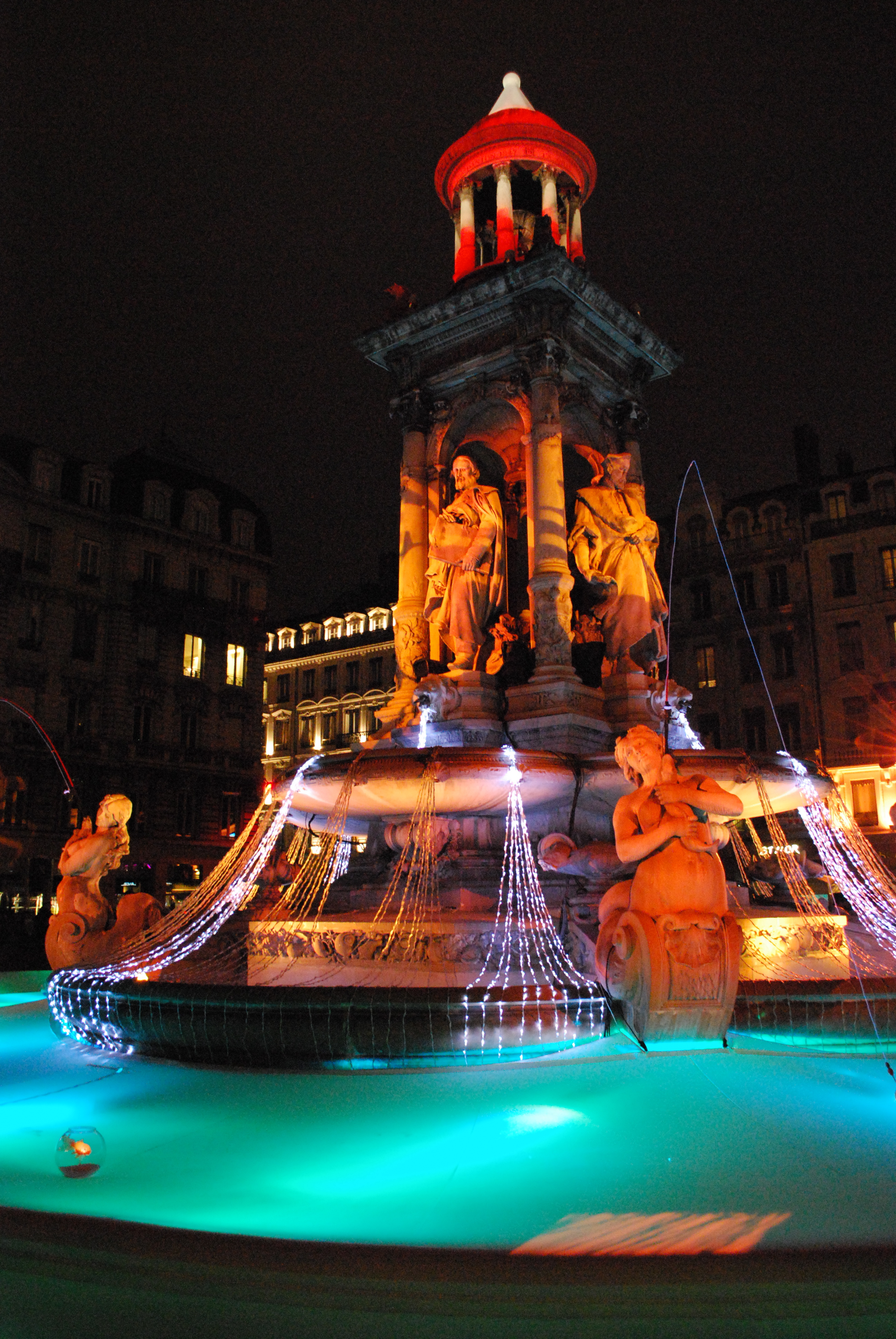
Подсветка фонтана в центре Лиона

Праздник света (фр. fête des lumières) — традиционный праздник в городе Лионе, проводимый в начале декабря.

## История
Начало празднования относится к 1643 году, когда по всей Европе началась эпидемия чумы. Городские советники города приняли решение обратиться непосредственно к Деве Марии с просьбой о заступничестве и приняли заранее обет всеми доступными им силами прославить её. 8 сентября чума прекратилась, и Лион стал единственным во Франции городом, практически обойдённым эпидемией.
Обещание было воплощено в виде статуи Богоматери, выполненной из позолоченной бронзы. Однако в сентябре, как правило, происходит наводнение и доступ к месту нахождения статуи становится невозможным. Поэтому церемония была перенесёна на 8 декабря.
В день, назначенный для проведения городского праздника, погода была весьма плохой. Однако повсюду царило общее ликование, город был украшен огнями, звонили колокола и стреляли пушки. Но сразу же, как кардинал де Богард освятил статую, разразилась гроза, и ввиду непогоды огни пришлось погасить и закончить церемонию.
Когда гроза прошла, население, ещё находящееся в праздничном настроении, без официального на то указания, зажигает повсеместно огни и праздник продолжается. Так создалась традиция иллюминации, начиная с 8 декабря.
Жители Лиона были дополнительно укреплены в своём отношении к Деве Марии, когда 8 декабря 1854 года энцикликой папы Пия IX, была оглашена концепция непорочного зачатия.

## Современность
Со временем праздник приобрёл чисто светский характер. Муниципалитет Лиона осознал, что ежегодные декабрьские иллюминации значительно повышают привлекательность города во всех значениях этого слова: «…подсветка представляет собой уникальный способ выражения особенностей города, его стен и архитектурных сокровищ»
В 1989 году был утверждён «План Освещений», согласно которому принято освещать 325 общественных зданий города. В 2002 году праздник был заменён Фестивалем Огней, длящимся с 8 декабря в течение четырёх дней. Ежегодно это грандиозное празднество привлекает в город около трёх миллионов туристов.